# Wszystko za życie (film)

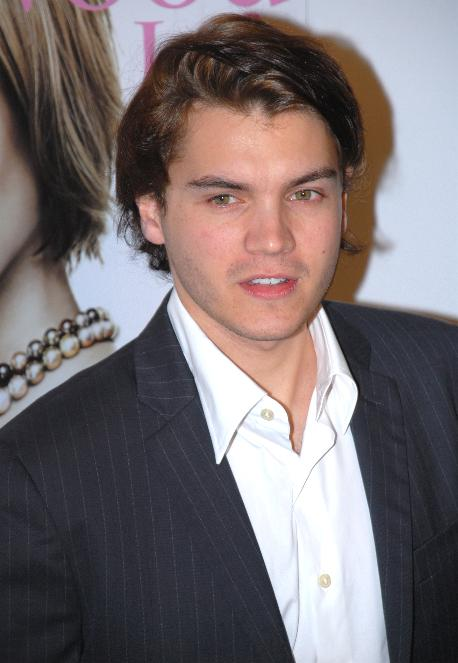
Emile Hirsch, odtwórca głównej roli

Wszystko za życie (oryg. Into the Wild) – amerykański film z 2007 roku w reżyserii Seana Penna na podstawie powieści Wszystko za życie autorstwa Jona Krakauera nominowany do nagrody Złotego Globu oraz Oscara

## Opis fabuły
Film opowiada historię Chrisa McCandlessa, który po ukończeniu nauki na studiach postanawia odmienić swoje życie. Sprzedaje on swoje rzeczy oraz przekazuje oszczędności na cele charytatywne wyruszając autostopem w podróż na Alaskę by żyć w dzikiej głuszy. W czasie trwającej półtora roku podróży przeżywa wiele przygód oraz spotyka kilka niezwykłych osób, na które wywiera ogromny wpływ, samemu kształtując swój pogląd na świat.

## Obsada
- Emile Hirsch – Christopher McCandless
- Marcia Gay Harden – Billie McCandless
- William Hurt – Walt McCandless
- Jena Malone – Carine McCandless
- Catherine Keener – Jan Burres
- Vince Vaughn – Wayne Westerberg
- Zach Galifianakis – Kevin
- Kristen Stewart – Tracy
- Hal Holbrook – Ron Franz

## Nagrody i nominacje
- Złote Globy 2007
  - Eddie Vedder – najlepsza piosenka
- Oscary 2008
  - Hal Holbrook – najlepszy aktor drugoplanowy (nominacja)
  - Jay Cassidy - najlepszy montaż (nominacja)